# Câmpenița
Câmpenița (węg. Mezőfele) – wieś w Rumunii, w okręgu Marusza, w gminie Ceuașu de Câmpie. W 2011 roku liczyła 849 mieszkańców.